# Gedenkstätte Schacht Schermen
Koordinaten: 52° 13′ 30,4″ N, 11° 48′ 48,7″ O

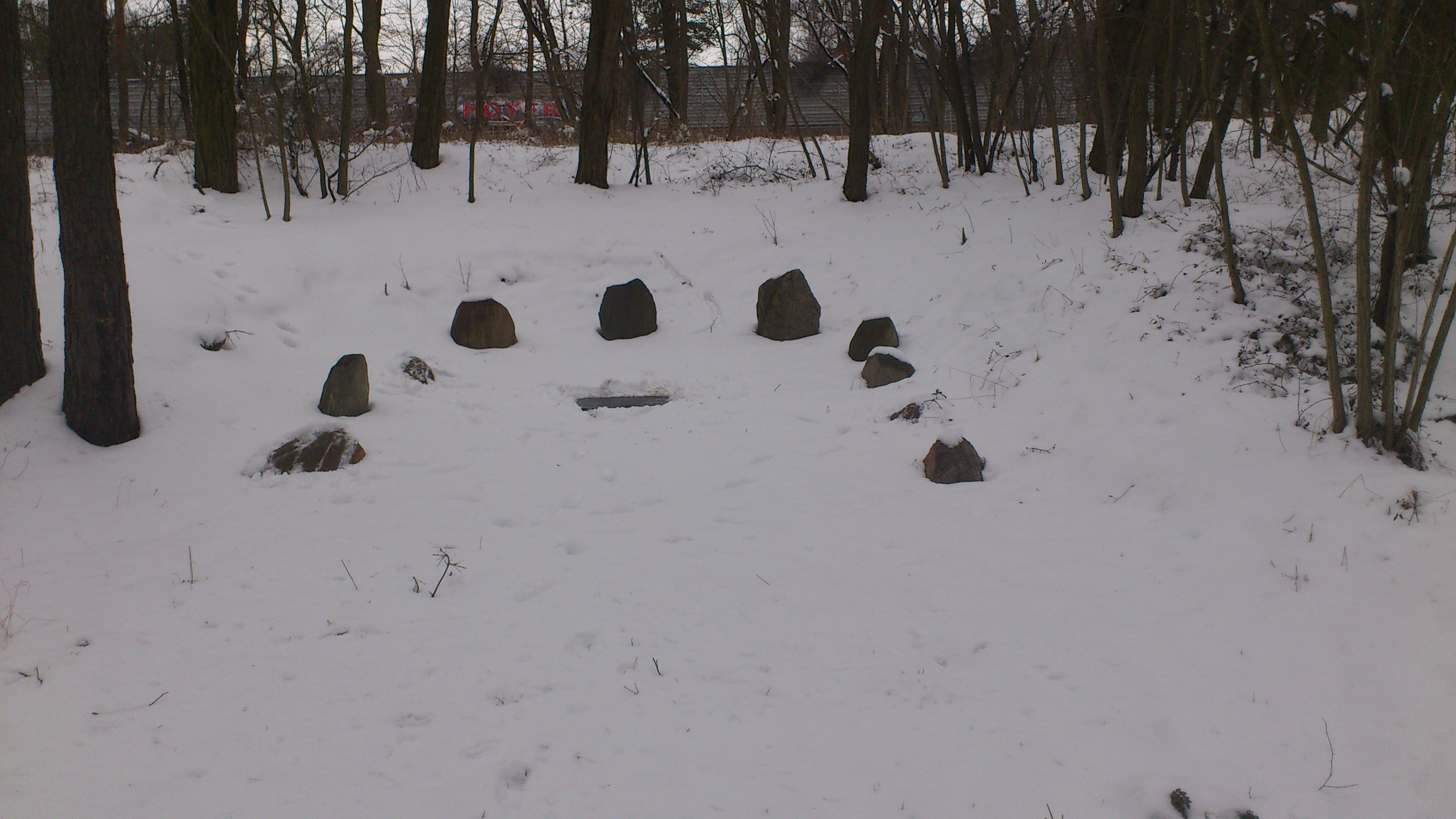
Gedenkstätte im Überblick

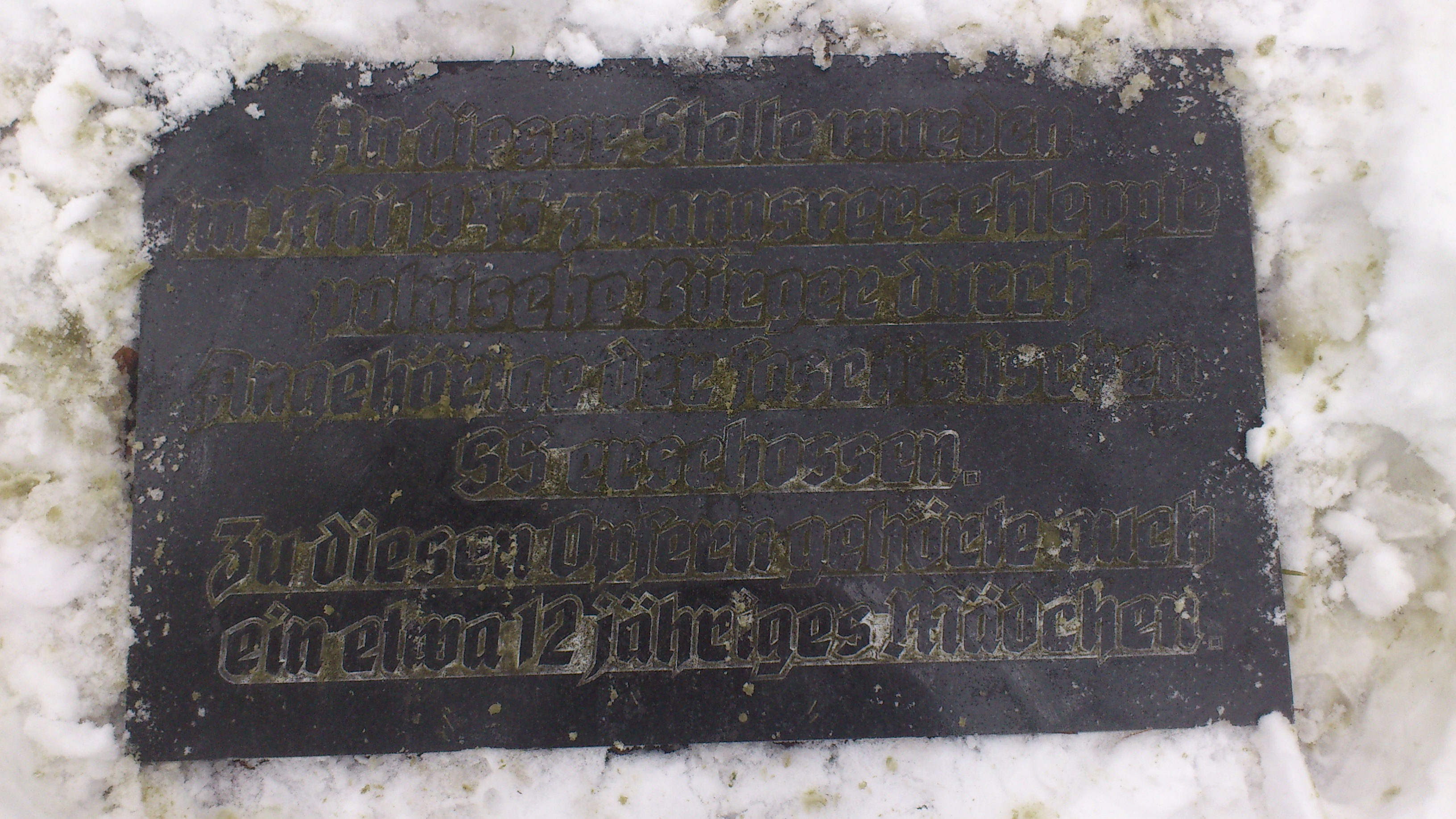
Gedenktafel

Gedenkstätte Schacht Schermen ist eine in der Einheitsgemeinde Möser, Ortsteil Schermen, liegende Gedenkstätte für zehn polnische Opfer des nationalsozialistischen Regimes. Im örtlichen Denkmalverzeichnis ist die Gedenkstätte unter der Erfassungsnummer 094 86929 verzeichnet.

## Geschichte
Der Tathergang wurde im Jahr 1975 durch Zeitzeugenbefragungen rekonstruiert, im Rahmen eines Forschungsberichtes durch den Lehrer Herbert Gräb und fünf Schülern der „Polytechnischen Oberschule Hermann Matern“ in Burg.
Die im Mai 1985, anlässlich des 40. Jahrestages der Befreiung vom Faschismus, eingeweihte Gedenkstätte erinnert an die Ermordung von zehn polnischen Bürgern noch im Mai 1945 durch SS-Angehörige. Unter den Opfern befanden sich auch ein erst etwa zwölf Jahre altes Mädchen und ein Arzt. Errichtet wurde die Gedenkstätte durch 14 Schüler der „Erweiterten Oberschule Geschwister Scholl“ zusammen mit dem Lehrer Klaus Möbius. Unterstützt wurde das Projekt durch den Oberförster Albrecht Müller, der örtlichen LPG und der Gemeinde Schermen. Die Gedenkstätte besteht aus einer im Boden eingelassenen Gedenktafel und zehn großen Feldsteinen, die der Anzahl der Ermordeten entsprechen. Sie befindet sich in der Nähe der Ortsumgehung der Bundesstraße 1 von Schermen und nur etwa 20 m von der Bundesautobahn 2. Durch eine Erweiterung der Autobahn im Jahr 1998 und den Abbruch der Pietzpuhler Brücke verschwand der Zugang zur Gedenkstätte und es musste ein neuer angelegt werden. 2016 wurde die Gedenkstätte im Rahmen eines LEADER-Projektes mit EU-Fördermittel saniert.
Die Opfer wurden bereits 1948 auf den Friedhof von Schermen umgebettet und ihnen dort ein Gedenkstein gewidmet. Das Sammelgrab auf dem Friedhof war unter der Erfassungsnummer 094 86928 ebenfalls als Kulturdenkmal eingetragen gewesen.
Gemeinsam mit dem Gedenkstein auf dem Friedhof in Schermen bilden sie die einzigen Gedenkstätten für Opfer des NS-Regimes in der Einheitsgemeinde Möser.
1988 wurde die Gedenkstätte sowie das Grab auf dem Friedhof in die Denkmalschutzliste des Kreises Burg aufgenommen.

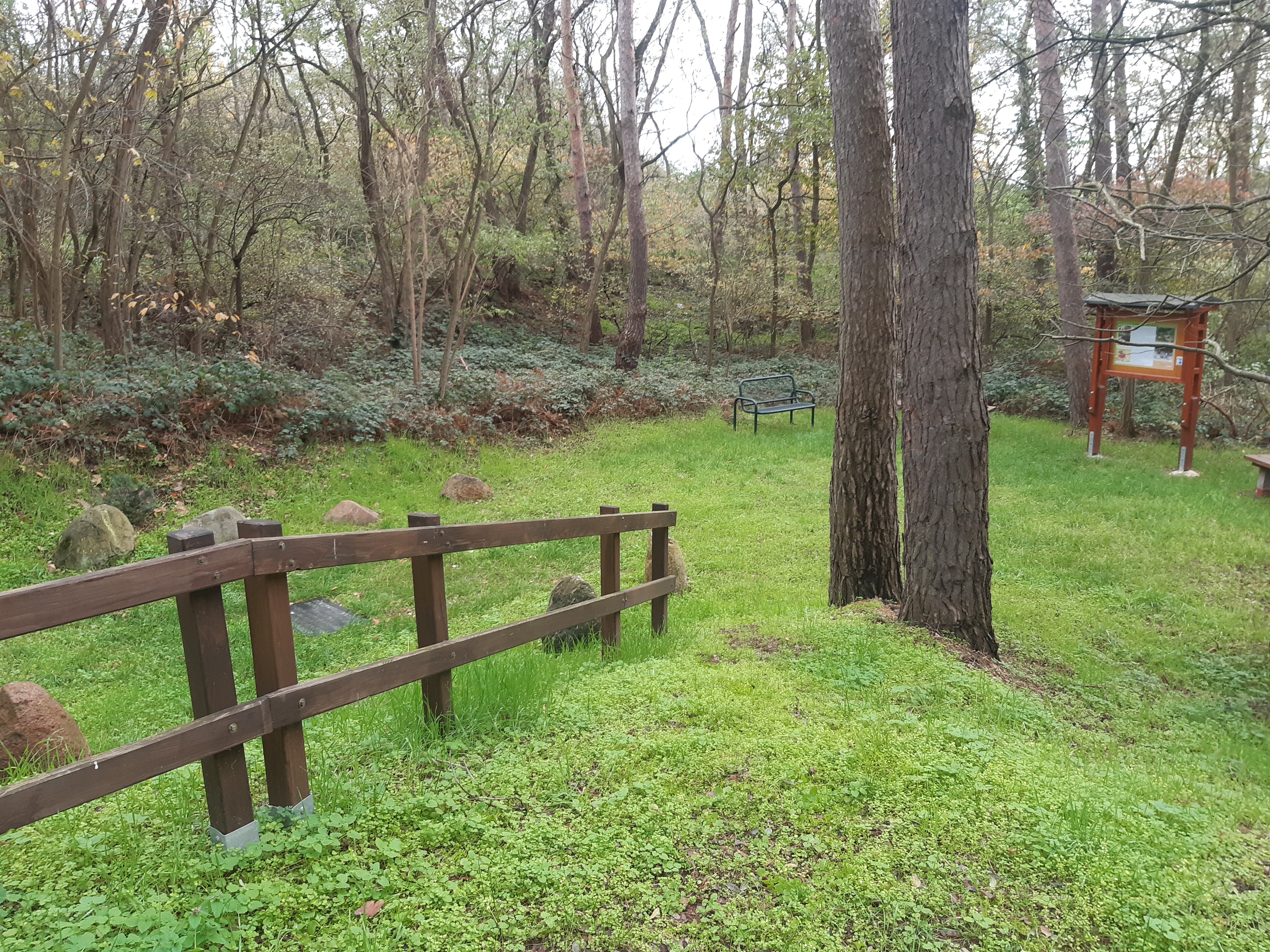
Blick vom Weg auf die Gedenkstätte, eigentliche Gedenkstätte (links) und Infotafel (rechts) unweit der Autobahn

## Hintergrund
Mitte April 1945 wurde Magdeburg und das westliche Elbufer von amerikanischen Truppen besetzt und sowjetische Truppen hatten Ziesar erreicht. Das östliche Elbufer befand sich noch in der Hand der deutschen Truppen. An der Autobahn bei Schermen befand sich ein Auffangposten der Wehrmacht, mit dem Befehl, Soldaten, die dem Tod in Berlin entkommen waren, noch einmal in einen Kampf zur Verteidigung des Gebietes zwischen Elbe und Havel zu schicken. Flüchtlingskolonnen zogen vor der herannahenden Front an der Elbe entlang sowie auch Kolonnen mit überlebenden Zwangsarbeitern aus dem KZ-Außenlager Magda der Braunkohle-Benzin AG in Magdeburg-Rothensee und dem Außenlager des Konzentrationslagers Ravensbrück bei den Polte-Werken. Die geflohenen überlebenden Zwangsarbeiter versteckten sich in den Wäldern und hofften, ihre Freiheit wiederzuerlangen. Auf den Gehöften in und um Schermen waren Teile der Wehrmacht und der SS untergebracht. Eine Gruppe von geflohenen polnischen Zwangsarbeitern, die von einer Streife aufgegriffen worden war, baute im Ort Panzersperren.
Am 3. Mai 1945 trieb der SS-Mann Erdmann mit der Unterstützung des Wehrmachtsangehörigen Müller die Zwangsarbeiter zusammen, in der Absicht, diese zu erschießen. Mit gezogener Pistole bedrohte er eine Frau aus dem Ort, die ihn aufforderte, die Zwangsarbeiter freizulassen, mit den Worten Verschwinde, sonst wirst Du mit erschossen! Sowohl Wehrmachtsangehörige als auch weitere Einwohner von Schermen wollten Erdmann von der Tat abhalten, wurden aber durch Gewaltandrohungen eingeschüchtert. Die polnischen Zwangsarbeiter wurden von Erdmann und Müller durch den Ort und über die Autobahn bis zum Schacht einer Kiesgrube mit Kolbenschlägen und Hunden getrieben. Die Frauen wurden mehrfach von den Hunden gebissen. Die Zwangsarbeiter flehten Erdmann um Gnade an, der sich aber nicht erweichen ließ. Im Schacht erschossen Erdmann und Müller die zehn Zwangsarbeiter.
Am 4. Mai zogen sich die deutschen Truppen weiter in Richtung Westen zurück, und am 5. Mai wurde Schermen durch die Rote Armee besetzt.

## Inschriften
Sowohl bei der Gedenkstätte als auch bei dem Grab auf dem Friedhof befindet sich jeweils eine Inschrift.

### Gedenkstätte Schacht Schermen
Die Inschrift der Gedenktafel von 1985 lautet:
An dieser Stelle wurden

im Mai 1945 zwangsverschleppte

polnische Bürger durch

Angehörige der faschistischen

SS erschossen.

Zu diesen Opfern gehörte auch

ein etwa 12-jähriges Mädchen.

### Friedhof Schermen
Die Inschrift des Gedenksteins von 1948 lautet:
Hier ruhen

10 unbekannte Opfer

die 1945

von Faschisten

ermordet wurden